# Magnus (książę Saksonii)
Magnus (ur. po 1042, zm. 25 sierpnia 1106) – książę Saksonii od 1072, ostatni męski przedstawiciel rodu Billungów.

## Życiorys
Magnus był synem księcia Saksonii Ordulfa z rodu Billungów i Wulfhildy, córki króla Norwegii Olafa II Świętego. Za panowania jego przodków rozwinął się konflikt pomiędzy Billungami i arcybiskupem Hamburga-Bremy Adalbertem, który osiągnął apogeum po śmierci cesarza Henryka III Salickiego. Pierwsza informacja w źródłach o Magnusie dotyczy ok. 1066 i odnosi się właśnie do konfliktu z Adalbertem: po utracie przez arcybiskupa silnej pozycji na dworze małoletniego Henryka IV Magnus miał stać na czele wojsk Billungów, które wyparły Adalberta z Bremy. Aby móc wrócić do swej siedziby, Adalbert zmuszony był do znacznych ustępstw terytorialnych. Magnus dzięki tym nabytkom zyskał okazję do uzyskania pewnej niezależności od swego ojca. 
W kolejnych latach Magnus zbliżył się do Ottona II z Northeimu, przywódcy saskiej opozycji przeciwko królowi, którego poparł w jego konflikcie z Henrykiem IV w 1070. W 1071 obaj książęta musieli poddać się Henrykowi, a Magnus został przez króla uwięziony. Pozostawał w niewoli nawet po śmierci swego ojca w 1072, gdy odziedziczył księstwo Saksonii. Odzyskał wolność dopiero w 1073, podczas powstania możnych saskich przeciwko królowi, gdy został wymieniony na królewską załogę zdobytego wcześniej przez jego stryja Hermana zamku w Lüneburgu. Magnus pozostał przeciwnikiem Henryka IV i w 1075 wziął udział w bitwie pod Homburgiem nad Unstrutą, w której możni sascy zostali pokonani. W październiku tego roku wraz z innymi przywódcami opozycji Magnus poddał się królowi i został uwięziony. Odzyskał wolność w pierwszej połowie 1076, gdy dotychczasowi stronnicy króla zaczęli od niego odstępować po jego ekskomunice i zwolnili saskich więźniów. Nadal uczestniczył w działaniach opozycji saskiej, wsparł wybranego przez nią antykróla Rudolfa z Rheinfelden. W 1078 wziął udział w bitwie pod Mellrichstadt, gdzie jego stryj Herman został wzięty w niewolę, a sam ledwo uszedł z pola walki.
Po tym wydarzeniu brak świadectw na aktywne uczestnictwo Magnusa w opozycji przeciwko Henrykowi IV, a z czasem doszło do porozumienia między Magnusem i Henrykiem i ten pierwszy (wraz ze stryjem Hermanem) znalazł się w obozie lojalnym wobec władcy. Podjął wówczas z powodzeniem walkę przeciwko Słowianom, m.in. wspierał w powrocie do władzy Henryka, syna zamordowanego w 1066 chrześcijańskiego władcy Obodrytów Gotszalka, a w 1093 odniósł zwycięstwo w bitwie pod Śmiłowem.
Śmierć Magnusa bez męskiego potomka oznaczała koniec dynastii Billungów. Pochowany został w kościele św. Michała w Lüneburgu. Kolejnym księciem Saksonii został Lotar z Supplinburga, natomiast dobra Billungów przejęli Welfowie i Askańczycy – członkowie tych dynastii byli zięciami Magnusa.

## Rodzina
W 1070 lub 1071 Magnus ożenił się z Zofią (zmarłą w 1095), córką króla Węgier Beli I i zarazem wdową po margrabim Istrii Ulryku I. Mieli dwie córki: Wulfhildę (ok. 1075–1126), żonę księcia Bawarii Henryka IX Czarnego, oraz Eilikę (ok. 1080–1142), żonę hrabiego Anhaltu Ottona Bogatego (matkę Albrechta Niedźwiedzia). 